# يوسوكي تشاجيما
يوسوكي تشاجيما (باليابانية: 茶島 雄介) (مواليد 20 يوليو 1991)، هو لاعب كرة قدم ياباني سابق كان يلعب كلاعب وسط.

## وصلات خارجية
- يوسوكي تشاجيما على موقع الاتحاد الدولي (مؤرشف)  (الإنجليزية)
- يوسوكي تشاجيما على موقع رابطة كرة القدم اليابانية للمحترفين (اليابانية)
- يوسوكي تشاجيما على موقع قاعدة بيانات كرة القدم.إي يو (الإنجليزية)
- يوسوكي تشاجيما على موقع Soccerway.com (الإنجليزية)
- يوسوكي تشاجيما على موقع عالم كرة القدم.نت (الإنجليزية)
- يوسوكي تشاجيما على موقع كووورة
- يوسوكي تشاجيما على موقع AS.com (الإسبانية)